# 玫瑰擬鱸
玫瑰擬鱸（学名：Parapercis schauinslandii），又名海狗甘仔;舉目魚、雨傘閂、花狗母海、沙鱸，为虎鱚科擬鱸屬下的一个种。